# The Old Head (Prison Break)
The Old Head este al  episod al serialului de televiziune Prison Break, al  al sezonului 1.